# امین‌آباد (رشت)
امین‌آباد، روستایی است از توابع بخش خشکبیجار شهرستان رشت در استان گیلان ایران. روستای امین آباد از شمال به دریای خزر، از غرب به روستای خشک اسطلخ، از جنوب به روستای شهرستان و از شرق به روستای حاجی بکنده منتهی می‌شود. فاصله روستای امین آباد تا مرکز بخش (خشکبیجار) نه کیلومتر می‌باشد. دارای سواحل زیبا و مناسب شنا و آب‌تنی می‌باشد.

## جمعیت
این روستا در دهستان حاجی‌بکنده خشکبیجار قرار دارد و براساس سرشماری مرکز آمار ایران در سال ۱۳۸۵، جمعیت آن ۶۸۱ نفر (۱۹۵خانوار) بوده‌است.